# Krościenko (województwo podkarpackie)
Krościenko dawniej też Karaszyn, Koroszno, Koroscienko (rus. Крошценко) – wieś w Polsce położona w województwie podkarpackim, w powiecie bieszczadzkim, w gminie Ustrzyki Dolne. Leży nad rzeką Strwiąż, przy DK84.
Wołoska wieś królewska Koroszno położona była w 1589 roku w starostwie przemyskim w ziemi przemyskiej województwa ruskiego. W latach 1952–1954 miejscowość była siedzibą gminy Krościenko. W latach 1954–1972 wieś należała i była siedzibą władz gromady Krościenko. W latach 1975–1998 miejscowość administracyjnie należała do województwa krośnieńskiego.
Wieś położona jest w Górach Sanocko-Turczańskich. Przez wieś przebiega szlak śladami dobrego wojaka Szwejka.

## Części wsi
| SIMC    | Nazwa        | Rodzaj    |
| ------- | ------------ | --------- |
| 0996353 | Górny Koniec | część wsi |

## Historia
W XIV wieku była to wieś w dolinie rzeki Strwiąż przy potoku zwanym Krościenko. Założył ją kniaź Hriczko Rozputowski na surowym korzeniu i prawie wołoskim. Pierwotnie stanowiła ona własność królewską wchodzącą w skład starostwa przemyskiego.
W 1498 dzierżawcą Krościenka był Mikołaj Zborowski, następnie Mniszchowie, Szydłowscy. W 1772, po pierwszym rozbiorze Polski i przejście Krościenka pod zabór austriacki, Austriacy włączyli wieś do tzw. dóbr kameralnych.
W 1873 przez Krościenko poprowadzona została Pierwsza Węgiersko-Galicyjska Kolej Żelazna, łączącą Twierdzę Przemyśl z węgierskim Sátoraljaújhely i poprzez istniejącą sieć kolejową stolice Galicji i Węgier – Lwów z Budapesztem, co podniosło znaczenie Krościenka. Odcinek kolei przebiegający przez Krościenko pozostaje wciąż w użyciu jako fragment linii kolejowej nr 108 (Stróże – Przejście graniczne Krościenko-Chyrów), ale obecnie ma znaczenie tylko lokalne.
W okresie od 1784 do 1940 na terenie wsi funkcjonowała niemiecka kolonia Obersdorf (od 1938 Wyżne) parafia ewangelicka w m. Bandrów.
13 grudnia 1918, w okresie walk polsko-ukraińskich na linii frontu Strwiąża 2 Pułk Strzelców Podhalańskich pod dowództwem por. Karola Matzenauera stoczył pierwszą swoją walkę opodal tej wsi nad Strwiążem, z oddziałami ukraińskimi, zakończoną zwycięstwem.
W 1920 wybudowano tu kościółek, a obok niego pomnik upamiętniający powstanie listopadowe.
W II Rzeczypospolitej wieś położona w powiecie dobromilskim województwa lwowskiego.
Po kampanii wrześniowej w 1939 roku Krościenko znalazło się pod okupacją sowiecką. Rozpoczęły się wywózki ludności na Syberię. W 1941 roku po ataku Niemiec na ZSRR miejscowość znalazła się pod okupacją niemiecką. Ludność żydowska została przetransportowano do obozów i wymordowana.
W latach 1943-1944 nacjonaliści ukraińscy z OUN-UPA zamordowali tutaj 13 Polaków.
Krościenko zostało znacznie zniszczone w czasie II wojny światowej. 10 sierpnia 1944 zostało zajęte przez wojska radzieckie.
Miejscowość początkowo znajdowała się w granicach ZSRR, a po regulacji granic w 1951 – w Polsce. Polscy mieszkańcy Krościenka zostali wysiedleni w 1945 roku, którzy częściowo powrócili do miejscowości po ponownym przyłączeniu do Polski w 1951 roku. Na miejscu wysiedlonych Polaków w 1945 osiedli Ukraińcy, którzy z kolei zostali wysiedleni w 1951 roku, a w zamian powrócili Polacy. W 1952 została zasiedlona przez greckich uchodźców politycznych, którzy przybyli ze Zgorzelca. Pamiątkami po nich są grecki cmentarz oraz pomnik Nikosa Belojannisa. Część potomków greckich osadników do dziś żyje we wsi. Ponadto po 1951, oprócz powracających do wsi Polaków, osiedlili się także nowi, niezwiązani wcześniej z Krościenkiem Polacy.
W 1980 roku ok. 80% mieszkańców Krościenka pracowało w Spółdzielni Produkcyjnej, pozostali w tartaku, mleczarni, na kolei itp. Wieś liczyła 200 rodzin, posiadała szkołę z językiem greckim i polskim, ośrodek zdrowia, Dom Kultury, kino (początkowo w cerkwi z XVIII w.) i stację kolejową z ruchem tranzytowym przez ZSRR do Przemyśla.

## Przynależność państwowa
Przed 1772 – I Rzeczpospolita (Korona Królestwa Polskiego)
1772 - 1867 – Monarchia Habsburgów, Cesarstwo Austrii (od 1804)
1867 - 1918 – Austro-Węgry
1918 - 1945 – II Rzeczpospolita Polska
- 1939 - 1941 – okupacja sowiecka
- 1941 - 1944 – okupacja niemiecka
- 1944 - 1945 – druga okupacja sowiecka

1945 - 1951 – Związek Socjalistycznych Republik Radzieckich
1951 - 1989 – Polska Rzeczpospolita Ludowa
Od 1989 – III Rzeczpospolita Polska

## Ludność

### Liczba ludności, związki wyznaniowe
W 1914 roku w Krościenku mieszkało ok. 300 rodzin (polskich, ukraińskich, żydowskich i pojedyncze niemieckie), czyli szacunkowo 1200-1400 osób.
Jeden z przeprowadzonych spisów ludności w Krościenku odbył się w roku 1921. W spisie tym ustalono, że naówczas Krościenko liczyło 1486 osób, w tym:
- 1045 grekokatolików
- 241 wyznawców religii mojżeszowej
- 177 katolików rzymskich
- 21 ewangelików

Obecnie liczbę ludności szacuje się na 2,5 razy mniejszą niż była przed wojną.

### Narodowości
W Krościenku funkcjonowało kilka narodowości, każda z nich specjalizowała się w innej dziedzinie. Były to przede wszystkim prężnie działające społeczności:
| narodowość | charakterystyka |
| ---------- | --- |
| ukraińska  | - Zajmowali się rolnictwem. Funkcjonowała też ukraińska spółdzielnia prowadząca tartak i skład drewna. - Ich działalność narodowa skupiała się wokół oddziału towarzystwa Proświta. |
| żydowska   | - Zajmowali się handlem i rzemiosłem. - Praktyki religijne odbywali w miejscowym domu modlitewnym, do którego dojeżdżał rabin z Chyrowa. |
| polska     | - Byli mniej nieliczni (niespełna 200 osób). - Obejmowali takie role jak: - urzędnicy gminni - urzędnicy pocztowi - kolejarze - leśnicy - nauczyciele - pracownicy tartaków - rolnictwo - Mimo niskiej liczebności względem innych narodowości stworzyli kościółek będący filią parafii w Jasieniu. Kościółek ten został poświęcony w roku 1929. - Utworzyli silnie funkcjonujące koło paramilitarne Związku Strzeleckiego. |
| niemiecka  | - Byli potomkami osadników z XVIII-wiecznej akcji osadniczej, zwanej akcją józefińską. - Byli najmniejszą grupą narodowościową w miejscowości (20 osób) |

## Zabytki

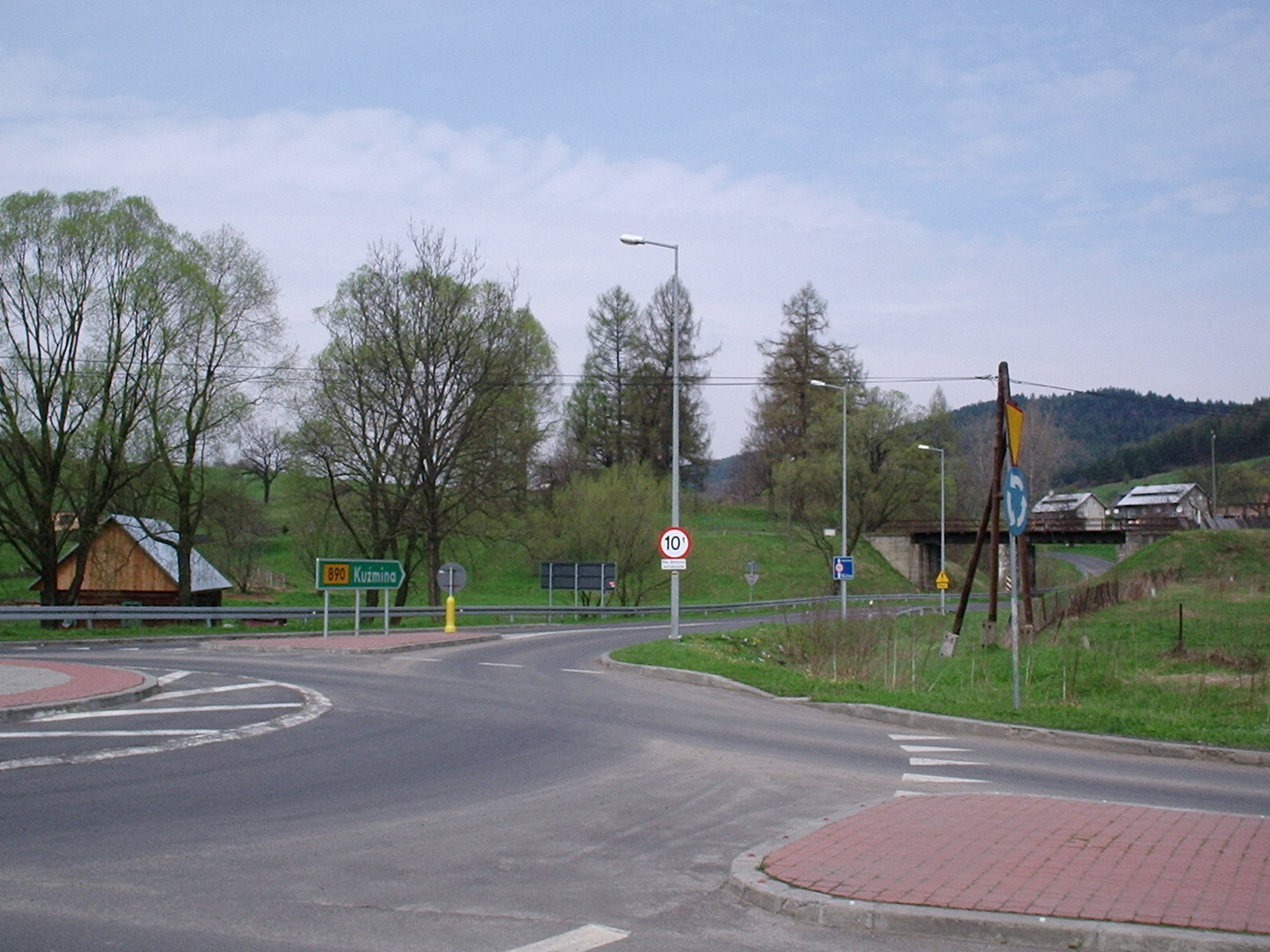
Centrum wsi

- kościół drewniany (dawniej greckokatolicka cerkiew Narodzenia Matki Bożej) z końca XVIII wieku z dzwonnicą z XIX wieku
- kilkanaście chałup konstrukcji zrębowej z XIX wieku
- pozostałości cmentarza ewangelickiego, nagrobki oraz dzwonnica cmentarna
- w Krościenku Wolicy cerkiew drewniana z XVIII wieku

## Transport
We wsi znajduje się drogowe polsko-ukraińskie przejście graniczne w kierunku Felsztyna, Sambora i dalej do Lwowa, a także kolejowe przejście graniczne umożliwiające dojazd do Chyrowa.
- 84 Droga krajowa nr 84: Sanok – Krościenko – granica państwa
- 890 Droga wojewódzka nr 890: Kuźmina – Krościenko